# Championnat d'Amérique du Sud de rugby à XV 2014
Navigation
Championnat 2013 Championnat 2015
Le Championnat d'Amérique du Sud de rugby à XV 2014 est une compétition de rugby à XV organisée par la Confederación sudamericana de rugby. La 36e édition se déroule du 26 avril au 25 mai 2014.

## Équipes participantes
| Division A - Brésil - Chili - Uruguay - Paraguay | Division B - Colombie - Équateur - Pérou - Venezuela | Division C - Costa Rica - Guatemala - Salvador - Panama |

## Division A

### Format
Le Brésil, le Chili, le Paraguay et l'Uruguay disputent des matchs sous la forme d'un tournoi. L'Uruguay et la Paraguay se qualifient pour la Consur Cup 2015.

### Classement
| Rang | Nation   | J | V | N | D | Pm  | Pe | Diff | Pts |
| ---- | -------- | - | - | - | - | --- | -- | ---- | --- |
| 1    | Uruguay  | 3 | 3 | 0 | 0 | 123 | 32 | +91  | 9   |
| 2    | Paraguay | 3 | 1 | 0 | 2 | 59  | 80 | -21  | 3   |
| 3    | Brésil   | 3 | 1 | 0 | 2 | 57  | 81 | -24  | 3   |
| 4    | Chili    | 3 | 1 | 0 | 2 | 51  | 97 | -46  | 3   |

|  | Qualifiés pour la Consur Cup 2015 (no 1, no 2). |

### Résultats
| 26 avril 2014 16 h 00 UTC−04:00 | Paraguay | 10 – 34 | Uruguay | Yacht y Golf Club, Asuncion Arbitre : R. Sant'Anna |
| 26 avril 2014 16 h 00 UTC−04:00 |          |         |         | Yacht y Golf Club, Asuncion Arbitre : R. Sant'Anna |
| 26 avril 2014 16 h 00 UTC−04:00 |          |         |         | Yacht y Golf Club, Asuncion Arbitre : R. Sant'Anna |

| 26 avril 2014 19 h 00 UTC−04:00 | Brésil | 24 – 16 | Chili | Arena Barueri, Barueri Arbitre : M. Rivera |
| 26 avril 2014 19 h 00 UTC−04:00 |        |         |       | Arena Barueri, Barueri Arbitre : M. Rivera |
| 26 avril 2014 19 h 00 UTC−04:00 |        |         |       | Arena Barueri, Barueri Arbitre : M. Rivera |

| 3 mai 2014 14 h 00 UTC−04:00 | Brésil | 9 - 34 | Uruguay | Estàdio das Montanhas, Bento Gonçalves Arbitre : F. Balbontin |
| 3 mai 2014 14 h 00 UTC−04:00 |        |        |         | Estàdio das Montanhas, Bento Gonçalves Arbitre : F. Balbontin |
| 3 mai 2014 14 h 00 UTC−04:00 |        |        |         | Estàdio das Montanhas, Bento Gonçalves Arbitre : F. Balbontin |

| 3 mai 2014 15 h 00 UTC−04:00 | Chili | 22 – 18 | Paraguay | Cancha de Old John's, Concepción Arbitre : J. Montes |
| 3 mai 2014 15 h 00 UTC−04:00 |       |         |          | Cancha de Old John's, Concepción Arbitre : J. Montes |
| 3 mai 2014 15 h 00 UTC−04:00 |       |         |          | Cancha de Old John's, Concepción Arbitre : J. Montes |

| 10 mai 2014 15 h 45 UTC−04:00 | Uruguay | 55 – 13 | Chili | Estadio Charruà, Montevideo Arbitre : I. Iparraguirre |
| 10 mai 2014 15 h 45 UTC−04:00 |         |         |       | Estadio Charruà, Montevideo Arbitre : I. Iparraguirre |
| 10 mai 2014 15 h 45 UTC−04:00 |         |         |       | Estadio Charruà, Montevideo Arbitre : I. Iparraguirre |

| 10 mai 2014 15 h 30 UTC−04:00 | Paraguay | 31 – 24 | Brésil | Estadio General Adrián Jara, Luque Arbitre : J. Mola |
| 10 mai 2014 15 h 30 UTC−04:00 |          |         |        | Estadio General Adrián Jara, Luque Arbitre : J. Mola |
| 10 mai 2014 15 h 30 UTC−04:00 |          |         |        | Estadio General Adrián Jara, Luque Arbitre : J. Mola |

## Consur Cup

### Format
La compétition est qualificative pour l'Americas Rugby Championship 2014.

### Classement
| Rang | Nation    | J | V | N | D | Pm  | Pe  | Diff | Pts |
| ---- | --------- | - | - | - | - | --- | --- | ---- | --- |
| 1    | Argentine | 2 | 2 | 0 | 0 | 138 | 21  | +117 | 6   |
| 2    | Uruguay   | 2 | 1 | 0 | 1 | 64  | 78  | -14  | 3   |
| 3    | Chili     | 2 | 0 | 0 | 2 | 25  | 128 | -103 | 0   |

|  | Vainqueur (no 1). |

### Résultats
| 17 mai 2014 15 h 45 UTC−04:00 | Uruguay | 9 - 65 | Argentine | Estadio Parque Artigas, Paysandú Arbitre : H. Platais |
| 17 mai 2014 15 h 45 UTC−04:00 |         |        |           | Estadio Parque Artigas, Paysandú Arbitre : H. Platais |
| 17 mai 2014 15 h 45 UTC−04:00 |         |        |           | Estadio Parque Artigas, Paysandú Arbitre : H. Platais |

| 25 mai 2014 15 h 00 UTC−04:00 | Chili | 12 - 73 | Argentine | Estadio San Carlos de Apoquindo, Santiago Arbitre : A. Longres |
| 25 mai 2014 15 h 00 UTC−04:00 |       |         |           | Estadio San Carlos de Apoquindo, Santiago Arbitre : A. Longres |
| 25 mai 2014 15 h 00 UTC−04:00 |       |         |           | Estadio San Carlos de Apoquindo, Santiago Arbitre : A. Longres |

## Division B

### Format
La Colombie, l'Équateur, le Pérou et le Venezuela disputent le tournoi du 30 août au 6 septembre 2014 à Apartadó en Colombie. Le premier est déclaré vainqueur.

### Classement
| Rang | Nation    | J | V | N | D | Pm  | Pe  | Diff | Pts |
| ---- | --------- | - | - | - | - | --- | --- | ---- | --- |
| 1    | Colombie  | 3 | 3 | 0 | 0 | 195 | 16  | +179 | 9   |
| 2    | Venezuela | 3 | 2 | 0 | 1 | 111 | 58  | +53  | 6   |
| 3    | Pérou     | 3 | 1 | 0 | 2 | 58  | 106 | -48  | 3   |
| 4    | Équateur  | 3 | 0 | 0 | 3 | 20  | 204 | -184 | 0   |

|  | Vainqueur (no 1). |

### Résultats
| 31 août 2014 | Venezuela | 33 – 28 | Pérou |  |
| 31 août 2014 |           |         |       |  |
| 31 août 2014 |           |         |       |  |

| 31 août 2014 | Équateur | 0 – 112 | Colombie |  |
| 31 août 2014 |          |         |          |  |
| 31 août 2014 |          |         |          |  |

| 3 septembre 2014 | Pérou | 6 – 56 | Colombie |  |
| 3 septembre 2014 |       |        |          |  |
| 3 septembre 2014 |       |        |          |  |

| 3 septembre 2014 | Équateur | 3 – 68 | Venezuela |  |
| 3 septembre 2014 |          |        |           |  |
| 3 septembre 2014 |          |        |           |  |

| 6 septembre 2014 | Colombie | 27 – 10 | Venezuela |  |
| 6 septembre 2014 |          |         |           |  |
| 6 septembre 2014 |          |         |           |  |

| 6 septembre 2014 | Équateur | 17 – 24 | Pérou |  |
| 6 septembre 2014 |          |         |       |  |
| 6 septembre 2014 |          |         |       |  |

## Division C

### Format
Le Panama, le Costa Rica, le Salvador et le Guatemala disputent le tournoi du 4 octobre au 11 octobre 2014 au Panama. Le premier est déclaré vainqueur.

### Classement
| Rang | Nation     | J | V | N | D | Pm | Pe | Diff | Pts |
| ---- | ---------- | - | - | - | - | -- | -- | ---- | --- |
| 1    | Salvador   | 3 | 2 | 0 | 1 | 70 | 40 | +30  | 6   |
| 2    | Guatemala  | 3 | 2 | 0 | 1 | 64 | 58 | +6   | 6   |
| 3    | Costa Rica | 3 | 2 | 0 | 1 | 54 | 51 | +3   | 6   |
| 4    | Panama     | 3 | 0 | 0 | 3 | 32 | 71 | -39  | 0   |

|  | Vainqueur (no 1). |

### Résultats
| 5 octobre 2014 | Panama | 10 - 18 | Costa Rica | Ciudad Deportiva Kiwanis, Fort Clayton |
| 5 octobre 2014 |        |         |            | Ciudad Deportiva Kiwanis, Fort Clayton |
| 5 octobre 2014 |        |         |            | Ciudad Deportiva Kiwanis, Fort Clayton |

| 5 octobre 2014 | Guatemala | 23 - 17 | Salvador | Ciudad Deportiva Kiwanis, Fort Clayton |
| 5 octobre 2014 |           |         |          | Ciudad Deportiva Kiwanis, Fort Clayton |
| 5 octobre 2014 |           |         |          | Ciudad Deportiva Kiwanis, Fort Clayton |

| 8 octobre 2014 | Salvador | 24 - 14 | Costa Rica | Ciudad Deportiva Kiwanis, Fort Clayton |
| 8 octobre 2014 |          |         |            | Ciudad Deportiva Kiwanis, Fort Clayton |
| 8 octobre 2014 |          |         |            | Ciudad Deportiva Kiwanis, Fort Clayton |

| 8 octobre 2014 | Guatemala | 24 - 19 | Panama | Ciudad Deportiva Kiwanis, Fort Clayton |
| 8 octobre 2014 |           |         |        | Ciudad Deportiva Kiwanis, Fort Clayton |
| 8 octobre 2014 |           |         |        | Ciudad Deportiva Kiwanis, Fort Clayton |

| 11 octobre 2014 | Costa Rica | 22 - 17 | Guatemala | Ciudad Deportiva Kiwanis, Fort Clayton |
| 11 octobre 2014 |            |         |           | Ciudad Deportiva Kiwanis, Fort Clayton |
| 11 octobre 2014 |            |         |           | Ciudad Deportiva Kiwanis, Fort Clayton |

| 11 octobre 2014 | Panama | 3 - 29 | Salvador | Ciudad Deportiva Kiwanis, Fort Clayton |
| 11 octobre 2014 |        |        |          | Ciudad Deportiva Kiwanis, Fort Clayton |
| 11 octobre 2014 |        |        |          | Ciudad Deportiva Kiwanis, Fort Clayton |